# US-amerikanische Leichtathletik-Hallenmeisterschaften 2020
Die US-amerikanischen Leichtathletik-Hallenmeisterschaften 2020 (englisch 2020 USATF Indoor Championships) fanden am 14. und 15. Februar 2020 im Albuquerque Convention Center in der gleichnamigen Stadt im US-Bundesstaat New Mexico statt.

## Ausgelagerte Wettbewerbe
Die Fünf- und Siebenkämpfe waren schon am 7. und 8. Februar im Rahmen der US-Hallenmehrkampfmeisterschaften im Wesley A. Brown Field House in Annapolis im US-Bundesstaat Maryland ausgetragen worden.

## Qualifikationsgelegenheiten
Die Titelkämpfe dienten auch der Qualifikation zur Vertretung der USA bei internationalen Wettkämpfen, wie etwa den vom 13. bis 15. März geplanten Hallenweltmeisterschaften in Nanjing, die jedoch wenig später auf Grund der COVID-19-Pandemie schließlich auf den März 2023 verschoben wurden.

## Ergebnisse
Es wurden zwei Landesrekorde und ein Meetingrekord aufgestellt.

### Frauen
| Disziplin       | Gold                | Gold         | Silber            | Silber       | Bronze                | Bronze       |
| --------------- | ------------------- | ------------ | ----------------- | ------------ | --------------------- | ------------ |
| 60 m            | Mikiah Brisco       | 7,04 s       | Javianne Oliver   | 7,08 s       | Brianna McNeal        | 7,17 s       |
| 400 m           | Wadeline Jonathas   | 51,54 s      | Naasha Robinson   | 51,98 s      | Quanera Hayes         | 52,07 s      |
| 800 m           | Ajeé Wilson         | 2:01,98 min  | Kaela Edwards     | 2:02,41 min  | Allie Wilson          | 2:02,99 min  |
| 1500 m          | Shelby Houlihan     | 4:06,41 min  | Colleen Quigley   | 4:08,30 min  | Karissa Schweizer     | 4:08,32 min  |
| 3000 m          | Shelby Houlihan     | 8:52,03 min  | Karissa Schweizer | 8:53,70 min  | Colleen Quigley       | 8:55,55 min  |
| 60 m Hürden     | Gabriele Cunningham | 7,92 s       | Payton Chadwick   | 7,94 s       | Tiffani McReynolds    | 7,96 s       |
| 3000 m Gehen    | Robyn Stevens       | 13:12,54 min | Miranda Melville  | 13:26,37 min | Maria Michta-Coffey   | 13:35,56 min |
| Hochsprung      | Vashti Cunningham   | 1,97 m       | Amina Smith       | 1,90 m       | Tynita Butts-Townsend | 1,87 m       |
| Stabhochsprung  | Sandi Morris        | 4,90 m       | Jenn Suhr         | 4,85 m       | Olivia Gruver         | 4,70 m       |
| Weitsprung      | Quanesha Burks      | 6,76 m       | Kate Hall         | 6,69 m       | Kendell Williams      | 6,61 m       |
| Dreisprung 1)   | Tori Franklin       | 14,64 m      | Keturah Orji      | 14,60 m      | Imani Oliver          | 13,80 m      |
| Kugelstoßen     | Chase Ealey         | 18,99 m      | Haley Teel        | 18,40 m      | Magdalyn Ewen         | 18,05 m      |
| Gewichtweitwurf | Janeah Stewart      | 24,62 m      | Alyssa Wilson     | 22,80 m      | Erin Reese            | 22,76 m      |
| Fünfkampf       | Annie Kunz          | 4.610 Punkte | Emilyn Dearman    | 4.451 Punkte | Shaina Burns          | 4.375 Punkte |

### Männer
| Disziplin       | Gold              | Gold         | Silber          | Silber       | Bronze                          | Bronze       |
| --------------- | ----------------- | ------------ | --------------- | ------------ | ------------------------------- | ------------ |
| 60 m            | Christian Coleman | 6,37 s       | Marvin Bracy    | 6,49 s       | Brandon Carnes                  | 6,53 s       |
| 400 m           | Rashard Clark     | 45,86 s      | Kyle Clemons    | 46,00 s      | Eric Fogltanz                   | 46,40 s      |
| 800 m           | Bryce Hoppel      | 1:46,67 min  | Isaiah Harris   | 1:47,16 min  | Abraham Alvarado                | 1:47,86 min  |
| 1500 m          | Joshua Thompson   | 3:44,07 min  | Nicholas Harris | 3:44,57 min  | Craig Engels                    | 3:44,62 min  |
| 3000 m          | Paul Chelimo      | 8:00,14 min  | Anthony Rotich  | 8:01,91 min  | Hillary Bor                     | 8:01,92 min  |
| 60 m Hürden     | Aaron Mallett     | 7,54 s       | Jarret Eaton    | 7,57 s       | Brendan Ames                    | 7,65 s       |
| 3000 m Gehen    | Nick Christie     | 11:55,44 min | John Cody Risch | 12:08,33 min | Emmanuel Corvera                | 12:10,29 min |
| Hochsprung      | Erik Kynard Jr    | 2,26 m       | Shelby McEwen   | 2,26 m       | Keenon Laine und Jeron Robinson | 2,23 m       |
| Stabhochsprung  | Matt Ludwig       | 5,85 m       | Branson Ellis   | 5,80 m       | Kyle Pater und Cole Walsh       | 5,75 m       |
| Weitsprung      | KeAndre Bates     | 7,98 m       | Malik Moffett   | 7,93 m       | Charles Brown Jr                | 7,91 m       |
| Dreisprung      | Donald Scott      | 17,24 m      | Omar Craddock   | 17,14 m      | Chris Benard                    | 17,02 m      |
| Kugelstoßen     | Ryan Crouser      | 22,60 m      | Nick Ponzio     | 20,85 m      | Payton Otterdahl                | 20,50 m      |
| Gewichtweitwurf | Conor McCullough  | 25,31 m      | Daniel Haugh    | 25,04 m      | Daniel Roberts                  | 24,60 m      |
| Siebenkampf     | Garrett Scantling | 6.209 Punkte | Scott Filip     | 5.797 Punkte | Jack Flood                      | 5.714 Punkte |